# モンテ・サン・ピエトロ
モンテ・サン・ピエトロ（伊: Monte San Pietro）は、イタリア共和国エミリア＝ロマーニャ州ボローニャ県にある、人口約11,000人の基礎自治体（コムーネ）。

## 地理

### 位置・広がり

#### 隣接コムーネ
隣接するコムーネは以下の通り。
- マルツァボット
- サッソ・マルコーニ
- バルサモッジャ
- ゾーラ・プレドーザ

### 気候分類・地震分類
モンテ・サン・ピエトロにおけるイタリアの気候分類 (it) および度日は、zona E, 2316 GGである。
また、イタリアの地震リスク階級 (it) では、zona 3 (sismicità bassa) に分類される。

## 行政

### 分離集落
モンテ・サン・ピエトロには以下の分離集落（フラツィオーネ）がある。
- Calderino, San Martino, Monte San Giovanni, Montepastore, Loghetto